# Estación de Los Ausines
Los Ausines fue una estación de ferrocarril situada en el municipio español de Los Ausines, en la provincia de Burgos, que formaba parte del histórico ferrocarril Santander-Mediterráneo. En la actualidad el recinto ferroviario se encuentra semi-desmantelado, careciendo del edificio principal.

## Situación ferroviaria
Las instalaciones se encontraban situadas en el punto kilométrico 230,816 de la línea férrea de ancho ibérico Santander-Mediterráneo, a 914 metros de altitud sobre el nivel del mar.

## Historia
Construida por la Compañía del Ferrocarril Santander-Mediterráneo, entraría en servicio en agosto de 1927 con la inauguración del tramo Burgos-Cabezón de la Sierra. En 1941, con la nacionalización de los ferrocarriles de ancho ibérico, las instalaciones pasaron a manos de RENFE. Años más tarde, a finales de la década de 1960, la estación perdió importancia y fue reclasificada como un mero apeadero ferroviario. Dejó de prestar servicio con la clausura al tráfico de la línea Santander-Mediterráneo, en enero de 1985. La vía fue posteriormente levantada, con el desmantelamiento de la línea. La entidad Adif, que desde 2005 asumió la gestión de las instalaciones, derribó la antigua estación en diciembre de 2016 ante el estado de ruina en que se encontraba.